# Nikolaevka (Oblast' di Belgorod)
Nikolaevka (in russo Никола́евка, traslitterata anche Nikolayevka, Nikolajevka o, alla tedesca, Nikolajewka) era un villaggio russo, ora parte di Livenka, nell'oblast' di Belgorod. È ricordata perché qui, il 26 gennaio 1943, venne combattuta una sanguinosa battaglia fra i reparti alpini in rotta dal fronte del Don, che, in questo abitato, ruppero l'accerchiamento subito dalle forze dell'Armata Rossa.

## Storia

### La battaglia di Nikolaevka
Le forze italiane erano reduci da una lunga ritirata di oltre dieci giorni che aveva decimato e stremato i militari, portandoli quasi allo sfinimento. A Nikolaevka i resti dell'8ª Armata riuscirono a rompere l'accerchiamento e aprirsi la via verso le linee interne.
La battaglia di Nikolaevka è raccontata da Mario Rigoni Stern ne Il sergente nella neve; da quest'opera Marco Paolini ha tratto uno spettacolo teatrale, Il sergente, andato in onda su LA7 il 30 ottobre 2007.